# Metasomatose
Bei der Metasomatose (von griechisch μετα (meta) ‚mit-, nach-, um-‘; und σῶμα (sóma) ‚Körper‘) werden Minerale eines Gesteins durch eine chemische Veränderung verändert oder ersetzt. Auf diese Weise können Pseudomorphosen von Mineralen entstehen. Die Metasomatose stellt einen Grenzfall der Metamorphose dar, da sie im Allgemeinen nicht isochem abläuft. Im Unterschied zur isochemischen Metamorphose wird bei der Metasomatose also die elementare chemische Zusammensetzung des Gesteins verändert (allochemische Metamorphose). Reine Dehydratisierungen bzw. Hydratisierungen werden in der Geologie allerdings meist als Metamorphose verstanden (siehe auch Ozeanbodenmetamorphose).
Metasomatische Prozesse finden vor allem in den Endphasen der Differenzierung von Magmen statt, die durch pneumatolytische und hydrothermale Prozesse geprägt sind. Das Gestein wird hier durch mehr oder weniger heiße, aggressive Fluide angegriffen. Die vorhandenen Minerale reagieren dabei mit den in den Fluiden gelösten Stoffen zu anderen Mineralen.
Ein typisches metasomatisches Gestein ist der Skarn, ein typischer Vorgang die Alkali-Metasomatose, bei der mit zugeführtem Kalium und Natrium Kalifeldspat und Albit entstehen. Die Alkali-Metasomatose spielt eine wichtige Rolle bei der Granitisation genannten Entstehung von Granit-ähnlichen Gesteinen aus Nichtgraniten wie feldspatreichen Grauwacken oder Paragneisen, bei der die neu entstehenden Feldspat-Kristalle das ursprüngliche Gestein mehr oder minder verdrängen. Dieser Vorgang führt beispielsweise zur Ausbildung von Augengneis.
Auch Fossilien können durch Metasomatose entstehen. Beispiele sind verkieseltes Holz oder Hartteile, deren Fußspur (Spurenfossilien) oder ursprüngliches Material (meistens Calcit oder Aragonit) aufgelöst und durch ein anderes ersetzt wurde, z. B. durch Siliziumdioxid wie Quarz, Chalcedon und Opal (Verkieselung) oder Sulfide wie Pyrit oder Markasit (Verkiesung).